# Liste der Baudenkmäler in Stadtkern (Essen)
Die Liste der Baudenkmäler in Stadtkern (Essen) enthält die denkmalgeschützten Bauwerke auf dem Gebiet von Essen-Stadtkern, Stadtbezirk I, in Nordrhein-Westfalen (Stand: Januar 2016). Diese Baudenkmäler sind in der Denkmalliste der Stadt Essen eingetragen; Grundlage für die Aufnahme ist das Denkmalschutzgesetz Nordrhein-Westfalen (DSchG NRW).

| Bild                                                  | Bezeichnung                                                                          | Lage                                                                                 | Beschreibung | Bauzeit                              | Eingetragen seit   | Denkmal- nummer |
| ----------------------------------------------------- | ------------------------------------------------------------------------------------ | ------------------------------------------------------------------------------------ | --- | ------------------------------------ | ------------------ | --------------- |
| weitere Bilder                                        | Hotel Handelshof                                                                     | Am Handelshof 2, Am Hauptbahnhof 2, Willy-Brandt-Platz Karte                         | Architekt: Carl Moritz | 1911–1912                            | 14. Februar 1985   | 5               |
| ehemalige Simon Hirschland Bank                       | ehemalige Simon Hirschland Bank                                                      | An der Reichsbank 8 / Lindenallee Karte                                              | Architekt: Carl Moritz; die Bank wurde vom jüdischen Bankier Simon Hirschland 1841 gegründet, der als Finanzier des Bergbaus im Ruhrgebiet gilt; weitergeführt durch seinen Sohn Isaac Hirschland (1845–1912) und später dessen Söhne Georg (1885–1942) und Kurt Hirschland (1882–1957); 1938 folgten die Zwangsarisierung und der Verkauf weit unter Wert | 1910                                 | 25. Juni 1992      | 762             |
| weitere Bilder                                        | Jahrhundertbrunnen                                                                   | Bernestraße / Steeler Straße / Edmund-Körner-Platz Karte                             | Der Brunnen, entworfen von Ulfert Janssen, erinnert an 100 Jahre Vereinigung von Stadt und Stift Essen mit dem Königreich Preußen im Jahre 1802. | 1907                                 | 9. Dezember 1993   | 231             |
| weitere Bilder                                        | Altkatholische Friedenskirche                                                        | Bernestraße 1,3 / Steeler Straße / Edmund-Körner-Platz Karte                         | Architekt: Albert Erbe | 1914–1916                            | 14. Februar 1985   | 11              |
| weitere Bilder                                        | Kaiser-Wilhelm-Denkmal                                                               | Burgplatz / Kettwiger Straße; bei Kettwiger Straße 36 Karte                          | Reiterstandbild von Bildhauer Hermann Volz, innerhalb der Platzfläche um 1930 auf neuen Sockel versetzt | 1898                                 | 8. September 1994  | 812             |
| weitere Bilder                                        | Burggymnasium Essen                                                                  | Burgplatz 4, Bernestraße, I. Dellbrügge Karte                                        | Architekt: Horst Loy | 1952                                 | 13. September 2001 | 916             |
| weitere Bilder                                        | Hauptpost Essen                                                                      | Hachestraße 2–8 / An der Reichsbank 2–6 / Willy-Brandt-Platz 1–4 Karte               | | 1924–1933 in mehreren Bauabschnitten | 14. April 1988     | 332             |
| weitere Bilder                                        | Kennedy Tower                                                                        | Hagen II. 7, Hagen III. 24, 26, Vereinstraße 11 Karte                                | ehem. Haus der Evangelischen Kirche; 2008/2009 zu einem Geschäftshaus, dem sogenannten Kennedy Tower umgebaut; zuvor befand sich auf diesem Grundstück die evangelische Pauluskirche, die im Zweiten Weltkrieg zerstört wurde. | 1962–1965                            | 20. November 2008  | 952             |
| weitere Bilder                                        | Haus der Technik                                                                     | Hollestraße 1 Karte                                                                  | Architekt: Edmund Körner; ursprünglich Sitz der Essener Börse, nach Kriegsschäden verändert | 1922–1925                            | 10. Dezember 1987  | 224             |
| Heroldhaus                                            | Heroldhaus                                                                           | Kennedyplatz 3 Karte                                                                 | erbaut für die Essener Niederlassung der Versicherungsgesellschaft „Deutscher Herold“ (heute Zurich Gruppe) durch den Architekten Emil Jung; umgestaltet und seit 1. Februar 2012 als Hotel der Motel-One-Kette eröffnet | 1954–1955                            | 4. Februar 2010    | 955             |
| weitere Bilder                                        | Ehem. Amerikahaus Ruhr                                                               | Kennedyplatz 7 Karte                                                                 | Architekt: Hermann Gehrig | 1951–1952                            | 17. Januar 2001    | 655             |
| weitere Bilder                                        | Eickhaus                                                                             | Kettwiger Straße 1 / Willy-Brandt-Platz / Rathenaustraße 17 / Kapuzinergasse 3 Karte | ehemaliges Einrichtungs-Kaufhaus (Möbelhaus) der Firma A. Eick Söhne, Entwurf: Georg Metzendorf | 1913–1915                            | 24. August 2000    | 361             |
| Geschäftshaus                                         | Geschäftshaus                                                                        | Kettwiger Straße 15 Karte                                                            | Erbaut im Auftrag des Café-Besitzers Ewald Overbeck durch den Architekten Wilhelm Koep; Das Café Overbeck war bis Dezember 2014 hier ansässig. | 1955–1956                            | 16. April 2015     | 969             |
| ehem. Hotel zur Post, später Zum Ritter               | ehem. Hotel zur Post, später Zum Ritter                                              | Kettwiger Straße 19 Karte                                                            | Architekt: Ernst Knoblauch | Anfang des 20. Jahrhunderts          | 22. Mai 2006       | 944             |
| Glockenspiel-Erker am ehemaligen Geschäftshaus Deiter | Glockenspiel-Erker am ehemaligen Geschäftshaus Deiter                                | Kettwiger Straße 22 Karte                                                            | Unter Denkmalschutz steht das Glockenspiel aus dem Jahr 1928, das sich zunächst in der Limbecker Straße befand und nach dem Zweiten Weltkrieg in die Kettwiger Straße kam. Dazu gehört der 1955/56 geschaffene Glasmosaik-Erker, der 1958 und 1970 mit den Spielfiguren ergänzt wurde. | 1928                                 | 6. Juli 2017       | 976             |
| weitere Bilder                                        | Baedekerhaus                                                                         | Kettwiger Straße 33–35 Karte                                                         | Haus des ehem. G. D. Baedeker Verlags, Muschelkalkverkleidung mit Skulpturen von Joseph Enseling; zuvor stand hier ein Wohnhaus der Essener Stiftsdamen (die sogenannte Von-Harrach’sche Kurie), das Gottschalk Diedrich Baedeker 1817 erwarb | 1926–1928                            | 10. Dezember 1987  | 225             |
| weitere Bilder                                        | Büro- und Geschäftshaus mit Kino Lichtburg                                           | Kettwiger Straße 36 / I. Dellbrügge 4–6 / Burgplatz Karte                            | Kinogebäude mit dem größten Kinosaal Deutschlands | 1928                                 | 17. Dezember 1998  | 901             |
| Blum-Haus (ehem. Kaufhaus Loosen, vorm. Blum)         | Blum-Haus (ehem. Kaufhaus Loosen, vorm. Blum)                                        | Kettwiger Straße 37 Karte                                                            | Der jüdische Kaufmanns Gustav Blum (1879–1935) ließ das Gebäude 1928 als Textilkaufhaus errichten. Er hatte rund 600 Angestellte. 1938 wurden seine Söhne von den Nationalsozialisten gezwungen, das Geschäft im Zuge der Arisierung unter Wert zu verkaufen. Daraufhin war das Kaufhaus Loosen dort zwischen 1938 und 1989 ansässig. Seit der Entkernung des Gebäudes 1989 befindet sich Peek & Cloppenburg darin.                                                                     | 1926–1928                            | 28. April 1995     | 846             |
| weitere Bilder                                        | ehem. Kaufhaus Hettlage                                                              | Kettwiger Straße 44 Karte                                                            | Architekt: Oskar Schwer | 1913–1914                            | 25. Juni 1992      | 763             |
| Reliefs am Keramikhaus                                | Reliefs am Keramikhaus                                                               | Kettwiger Straße 64 / ehem. Flachsmarkt 2 / Fontänengasse Karte                      | Die ursprüngliche Fassade aus Keramikreliefs des 1912 erbauten Hauses wurde 1934 wegen Umbaus zum Gauwirtschaftsgebäude größtenteils entfernt. Nach dem Zweiten Weltkrieg und noch während der Beseitigung von Kriegsschäden wurde das Haus als Verwaltungsgebäude des Arbeitsamts genutzt, 1961 zog Westmöbel ein und blieb bis 1993. 1994 entdeckte man beim Umbau zum Bürohaus die Relief-Reste, die sich heute nicht sichtbar unter Putz befinden, aber unter Denkmalschutz stehen. | 1912                                 | 8. September 1994  | 813             |
| Büro- und Geschäftshaus Stein-Haus                    | Büro- und Geschäftshaus Stein-Haus                                                   | Kettwiger Straße 5 / Kapuzinergasse 2 / Rathenaustraße 15 Karte                      | mit Fassade aus Sandsteinquadern, nach seinem Architekten Anton Stein benannt | 1925                                 | 14. November 1991  | 651             |
| weitere Bilder                                        | Essener Münster: Domkirche mit Kreuzgang und Atrium, Kreuzigungsgruppe, St. Johannes | Kettwiger Straße, bei Nr. 40 Karte                                                   | Keimzelle der Stadt Essen | 1275–1307                            | 14. Februar 1985   | 6               |
| weitere Bilder                                        | Kreuzeskirche                                                                        | Kreuzeskirchstraße 16 / I. Weberstraße Karte                                         | Architekt: August Orth | 1894–1896                            | 14. Mai 1987       | 144             |
| weitere Bilder                                        | Deutschlandhaus                                                                      | Lindenallee 10 Karte                                                                 | Architekt: Jacob Koerfer | 1929                                 | 10. November 1988  | 336             |
| Deutsche Bank, ehem. Essener Credit-Anstalt (ECA)     | Deutsche Bank, ehem. Essener Credit-Anstalt (ECA)                                    | Lindenallee 29–41 Karte                                                              | Architekt: Peter Zindel. Das Gebäude wurde mit der ECA 1925 von der Deutschen Bank AG übernommen. | 1901–1908 in mehreren Bauabschnitten | 14. Februar 1985   | 7               |
| weitere Bilder                                        | Alfred-Krupp-Denkmal an der Marktkirche                                              | Markt Karte                                                                          | Alfred-Krupp-Denkmal von Bildhauer Fritz Schaper; 1889 vor der Marktkirche aufgestellt, keine Kriegsschäden, jedoch von US-Soldaten umgestoßen, dann auf Werksgelände deponiert; 1952 wieder aufgestellt kehrte es 1961 in den Stadtkern zurück - jedoch seitlich der Marktkirche. Auf Anregung von Berthold Beitz kehrte das Denkmal 2006 an seine zentrale, alte Stelle zurück. | 1889                                 | 13. September 1990 | 598             |
| weitere Bilder                                        | Marktkirche                                                                          | Markt 8 Karte                                                                        | erste protestantische Kirche in Essen | Ursprung im 11. Jahrhundert          | 14. Februar 1985   | 8               |
| ehem. Allbauhaus                                      | ehem. Allbauhaus                                                                     | Pferdemarkt 5/7 / Viehofer Platz 4 Karte                                             | Architekt: Ernst Knoblauch. Ursprünglich befanden sich an den Fassaden Plastiken des Bildhauers Will Lammert, daran erinnert heute eine Gedenktafel. Heute sind hier eine Geschäftsstelle der Arbeiterwohlfahrt (Kreisverband Essen) sowie eine Filiale der Sparkasse Essen untergebracht. Durch die Hausdurchfahrt fuhr früher die Straßenbahn, deren Schienen (gelten als Essens älteste) noch vorhanden sind.                                                                        | 1927–1928                            | 10. März 1997      | 883             |
| Ehemaliges Sparkassengebäude                          | Ehemaliges Sparkassengebäude                                                         | Rathenaustraße 2–4 Karte                                                             | Georg Metzendorf entwarf das Gebäude im Stil der Neuen Sachlichkeit für die Hauptstelle der Sparkasse. Bis 1985 wurde es unter anderem auch vom Verein des Hauses der Technik, vom Möbelhaus Kramm und vom Kaufhaus Eintracht genutzt. Das Haus, südlich des Grillo-Theaters gelegen, wurde 1985 zur Theater-Passage mit gehobenem Einzelhandel umgebaut. Eine weitere Modernisierung fand 2005 statt. So steht nur die Fassade unter Denkmalschutz.                                    | 1929–1930                            | 14. Februar 1985   | 9               |
| weitere Bilder                                        | Ehemalige Synagoge mit Rabbinerhaus                                                  | Schützenbahn / Steeler Straße Karte                                                  | Architekt: Edmund Körner, heute Haus der jüdischen Kultur | 1911–1913                            | 14. Februar 1985   | 10              |
| Kolpinghaus                                           | Kolpinghaus                                                                          | Steeler Straße 36 Karte                                                              | | 1858–1859                            | 10. Dezember 1987  | 226             |
| weitere Bilder                                        | Kulissenhaus des Grillo-Theaters                                                     | Theaterplatz, Hirschlandplatz 7 Karte                                                | 1908 als Kulissenhaus zum bereits 1892 eröffneten Grillo-Theater errichtet. Zuvor war ein hinter dem Theater befindliches katholisches Schulgebäude der Stadt abgekauft und provisorisch als Kulissenhaus genutzt worden. Dieses wurde nach 1908 abgebrochen. | 1907–1908                            | 26. September 2006 | 946             |
| Villa Dinnendahl                                      | Villa Dinnendahl                                                                     | Trentelgasse 4 Karte                                                                 | Anfang des 19. Jahrhunderts stellte Franz Dinnendahl auf dem Grundstück Dampfmaschinen in seiner Fabrik her. 1907/08 wurde das Essener Hauptsteueramt im neu errichteten Gebäude ansässig. Im Jahr 2006 wurde es von einem Privatinvestor erworben, aufwendig saniert und bekam den heutigen Namen Villa Dinnendahl. Seit März 2024 ist hier das Bankhaus Bauer ansässig. | 1907–1908                            | 21. August 1990    | 597             |